# Somebody’s Heartbreak
«Somebody’s Heartbreak» — песня американского кантри-певца Хантера Хейза, которая была выпущена в октябре 2012 года в качестве третьего сингла с дебютного альбома Hunter Hayes под лейблом Atlantic Records. Хантер написал её совместно с Андрю Дорффом и Люком Лэрдом.

## Отзывы критиков
Билли Дюкс из Taste of Country дал песне четыре с половиной звезды из пяти возможных, написав, что она «сочетает в себе поп-чувственность 'Storm Warning' со страстью и силой 'Wanted'». Мэтт Бьорк из Roughstock дал положительный отзыв, сказав, что в песне «есть несколько заводных гитарных, мандолинных риффов и душевный вокал Хантера, демонстрирующий нам эмоциональные фразы при знакомстве с девушкой, которые написаны достаточно умно».

## Музыкальный видеоклип
Музыкальный видеоклип, режиссёром которого является Джоэл Стюарт, был представлен в декабре 2012 года.

## Чарты и сертификаты
3 ноября 2012 года песня «Somebody's Heartbreak» появилась в американском чарте Billboard Hot Country Songs на 48 месте.
| Чарт (2012–2013)                    | Высшее место |
| ----------------------------------- | ------------ |
| Канада (Billboard Canadian Hot 100) | 66           |
| Канада (Billboard Country)          | 5            |
| США (Billboard Hot 100)             | 54           |
| США (Billboard Hot Country Songs)   | 7            |
| США (Billboard Country Airplay)     | 1            |

### Сертификаты
| Регион | Сертификация | Продажи  |
| --- | ------------ | -------- |
| США (RIAA) | Золотой      | 500,000^ |
| * Данные о продажах приведены только на основе сертификации. ^ Данные о тиражах приведены только на основе сертификации. |              |          |

## Хронология выпуска
| Регион | Дата            | Формат        |
| ------ | --------------- | ------------- |
| США    | 22 октября 2012 | Country radio |